# Campionati del mondo Ironman del 1987
I Campionati del mondo Ironman del 1987 hanno visto trionfare per la sesta volta tra gli uomini lo statunitense Dave Scott, davanti al connazionale Mark Allen e Greg Stewart, quest'ultimo primo australiano a salire sul podio della competizione.
Tra le donne si è laureata campionessa del mondo la neozelandese Erin Baker, che ha registrato il tempo record nella competizione, chiudendo con un tempo finale di 9:35:25 e abbassando di quasi quindici minuti il precedente record appartenente a Paula Newby-Fraser nell'edizione del 1986.
Si è trattata della 11ª edizione dei campionati mondiali di Ironman, che si tengono annualmente dal 1978 con una competizione addizionale che si è svolta nel 1982. I campionati sono organizzati dalla World Triathlon Corporation (WTC).

## Ironman Hawaii - Classifica

### Uomini
| Pos. | Tempo   | Nome             | Paese       | Ripartizione tempi | Ripartizione tempi | Ripartizione tempi | Ripartizione tempi | Ripartizione tempi |
| Pos. | Tempo   | Nome             | Paese       | Nuoto              | T1                 | Bici               | T2                 | Corsa              |
| ---- | ------- | ---------------- | ----------- | ------------------ | ------------------ | ------------------ | ------------------ | ------------------ |
|      | 8:34:13 | Dave Scott       | Stati Uniti | 0:50:57            | 0:00               | 4:53:48            | 0:00               | 2:49:26            |
|      | 8:45:19 | Mark Allen       | Stati Uniti | 0:51:00            | 0:00               | 4:53:47            | 0:00               | 3:00:31            |
|      | 8:58:53 | Greg Stewart     | Australia   | 1:03:16            | 0:00               | 5:00:00            | 0:00               | 2:55:36            |
| 4    | 9:02:34 | Mike Pigg        | Stati Uniti | 0:51:01            | 0:00               | 5:00:54            | 0:00               | 3:10:38            |
| 5    | 9:05:17 | Ken Glah         | Stati Uniti | 0:53:22            | 0:00               | 4:53:30            | 0:00               | 3:18:24            |
| 6    | 9:08:37 | Scott Tinley     | Stati Uniti | 0:54:35            | 0:00               | 5:01:25            | 0:00               | 3:12:36            |
| 7    | 9:10:29 | Nicholaus Martin | Stati Uniti | 1:00:31            | 0:00               | 5:08:37            | 0:00               | 3:01:20            |
| 8    | 9:12:58 | Todd Jacobs      | Stati Uniti | 0:58:00            | 0:00               | 5:09:36            | 0:00               | 3:05:21            |
| 9    | 9:15:53 | George Hoover    | Stati Uniti | 0:51:22            | 0:00               | 5:14:43            | 0:00               | 3:09:46            |
| 10   | 9:16:00 | Pauli Kiuru      | Finlandia   | 0:56:02            | 0:00               | 5:20:47            | 0:00               | 2:59:11            |

### Donne
| Pos. | Tempo    | Nome               | Paese         | Ripartizione tempi | Ripartizione tempi | Ripartizione tempi | Ripartizione tempi | Ripartizione tempi |
| Pos. | Tempo    | Nome               | Paese         | Nuoto              | T1                 | Bici               | T2                 | Corsa              |
| ---- | -------- | ------------------ | ------------- | ------------------ | ------------------ | ------------------ | ------------------ | ------------------ |
|      | 9:35:25  | Erin Baker         | Nuova Zelanda | 0:57:42            | 0:00               | 5:26:34            | 0:00               | 3:11:08            |
|      | 9:36:57  | Sylviane Puntous   | Canada        | 0:57:50            | 0:00               | 5:29:43            | 0:00               | 3:09:23            |
|      | 9:40:37  | Paula Newby-Fraser | Zimbabwe      | 0:58:03            | 0:00               | 5:22:15            | 0:00               | 3:20:18            |
| 4    | 10:02:24 | Julie Wilson       | Stati Uniti   | 0:58:14            | 0:00               | 5:35:32            | 0:00               | 3:28:38            |
| 5    | 10:08:25 | Sarah Springman    | Regno Unito   | 1:01:34            | 0:00               | 5:35:05            | 0:00               | 3:31:45            |
| 6    | 10:10:37 | Amy Aikman         | Stati Uniti   | 1:01:10            | 0:00               | 5:36:29            | 0:00               | 3:32:57            |
| 7    | 10:14:00 | Nancy Harrison     | Stati Uniti   | 1:02:48            | 0:00               | 5:39:56            | 0:00               | 3:31:15            |
| 8    | 10:19:09 | Luanne Park        | Stati Uniti   | 1:05:22            | 0:00               | 5:43:57            | 0:00               | 3:29:50            |
| 9    | 10:24:19 | Beth Nelson        | Stati Uniti   | 1:17:01            | 0:00               | 5:41:15            | 0:00               | 3:26:01            |
| 10   | 10:25:28 | Terry Schneider    | Stati Uniti   | 1:02:49            | 0:00               | 5:40:08            | 0:00               | 3:42:30            |

## Ironman - Risultati della serie

### Uomini
| Evento      | Oro              | Tempo   | Argento       | Tempo    | Bronzo      | Tempo    |
| New Zealand | Ray Browning     | 7:50:19 | Brent Snellex | 7:56:30  | John Hughes | 7:57:53  |
| Australia   | Chris M. Bateley | 9:54:28 | Bob Telfer    | 10:00:54 | Greg Welch  | 10:06:33 |

### Donne
| Evento      | Oro                        | Tempo    | Argento        | Tempo    | Bronzo      | Tempo    |
| New Zealand | Erin Baker                 | 8:17:33  | Linda Buchanan | 8:47:31  | Sue Price   | 9:40:10  |
| Australia   | Louise C. Mackinlay-Bonham | 10:38:55 | Jan Wanklyn    | 10:53:41 | T M Griffin | 11:58:20 |

## Calendario competizioni
| Progr. | Data          | Evento              | Sede                                   | Nazione       |
| ------ | ------------- | ------------------- | -------------------------------------- | ------------- |
| 1      | 20 marzo 1987 | Ironman New Zealand | Taupo                                  | Nuova Zelanda |
| 2      | 31 marzo 1987 | Ironman Australia   | Forster/Tuncurry, Nuovo Galles del Sud | Australia     |